# Capodimonte
Capodimonte ist eine italienische Gemeinde in der Provinz Viterbo in Latium mit 1663 Einwohnern (Stand 31. Dezember 2023) am Bolsenasee.

## Geografie
Capodimonte liegt 103 km nordwestlich von Rom und 26 km nordwestlich von Viterbo.
Das mittelalterliche Ortszentrum liegt auf einer Höhe von 334 m auf einer Landzunge 15 m über dem Wasserspiegel des ehemaligen Vulkansees. Zum Gemeindegebiet gehört die Isola Bisentina.
Capodimonte mit seiner zwei Kilometer langen Promenade entlang des schwarzen, vulkanischen Sandstrands ist im Sommer ein beliebtes Naherholungsziel für Römer.
Die Nachbargemeinden sind Bolsena, Gradoli, Latera, Marta, Montefiascone, Piansano, San Lorenzo Nuovo, Tuscania und Valentano.

### Verkehr
Capodimonte liegt zwischen der Staatsstraße SS 2 Via Cassia, die Rom mit Florenz verbindet und der Staatsstraße SS 312 Via Castrense, die an die Küste des Tyrrhenischen Meeres führt. Der nächste Bahnhof befindet sich in Montefiascone.

## Geschichte
Der Ort bietet Funde aus der Zeit der Etrusker, damals bestand eine städtische Siedlung auf und um den Monte Bisenzio. Erst im frühen Mittelalter wurde Capodimonte als Castrum Capitis Montis gegründet und 1254 von den Signori di Bisenzio mit einer Burg ausgestattet. Zeitweise befand es sich unter der Herrschaft von Orvieto. Mitglieder der Familie Farnese sind um 1420 als Ortsherren belegt. Von Paul III. 1537 dem Herzogtum Castro zugeschlagen, verblieb Capodimonte bis zu dessen Auflösung im Jahre 1649 unter der Farnese-Herrschaft, um dann wieder direkt in den Kirchenstaat eingegliedert zu werden. Mit dessen Ende kam es im September 1870 zum Königreich Italien.

## Bevölkerungsentwicklung
| Jahr      | 1881 | 1901 | 1921 | 1936 | 1951 | 1971 | 1991 | 2001 |
| --------- | ---- | ---- | ---- | ---- | ---- | ---- | ---- | ---- |
| Einwohner | 1414 | 1924 | 2057 | 2093 | 2129 | 1722 | 1693 | 1686 |

Quelle: ISTAT

## Politik
Antonio De Rossi (Lista Civica: Capodimonte nel Cuore) amtiert seit dem 26. Mai 2019 als Bürgermeister.

## Sehenswürdigkeiten
- Die oktogonale Festung „Rocca Farnese“ im Zentrum des Ortskerns, wahrscheinlich um 1520 für Kardinal Alessandro Farnese, später Papst Paul III., von Antonio da Sangallo dem Jüngeren entworfen, doch erscheint sie letztlich als unfertig. Über der alten Burg von 1254 errichtet und durch einen Graben vom übrigen Ortszentrum getrennt, über den eine steinerne Brücke führt. Innenhof mit Fenstern der Hochrenaissance. Die Burg umgibt eine bastionierte Mauer mit Eckbastionen.
- Kollegiatkirche Santa Maria Assunta an der Piazza della Rocca mit einschiffigem barocken Innenraum, dreiteiligem Hochaltar und Gemälde der Madonna delle Grazie von Sebastiano Conca.
- Palazzo Borghese an der Piazza della Rocca, heute Rathaus.
- Palazzo Poniatowski am nördlichen Ende desselben Platzes.
- Kirche San Carlo an der Via dell’Orologio mit Barockgestaltung im Inneren, Seitenaltären in Rundbogennischen mit Stifterwappen und Hauptaltar.
- Kirche San Rocco am Viale Regina Margherita mit klassizistischer Fassade.
- Friedhofskirche Madonna del Soccorso mit ansehnlichem barocken Hauptaltar.
- Museo della Navigazione nelle Acque Interne am Viale Regina Margherita mit bronzezeitlichem Einbaum von der Isola Bisentina.
- Isola Bisentina nördlich von Capodimonte mit Palazzo Farnese, Hochrenaissancekirche Santi Giacomo e Cristoforo von Antonio da Sangallo dem Jüngeren mit späterer Achteckkuppel und schlichtem Innenraum mit Grabstätte der frühen Mitglieder der Familie Farnese von 1449, die ein altes Familienwappen von Ranuccio V. zeigt; sieben Kapellen auf markanten Punkten der Insel enthalten teilweise nur noch fragmentarische Freskenmalereien.
- Monte Bisenzio nordwestlich von Capodimonte, Ort einer etruskischen Stadt mit Nekropole, römischer Nachfolgesiedlung und mittelalterlichem Sitz der Herren von Bisenzio, 1816 aufgegeben.
- Die versunkene Dreieinigkeit, eine Figurengruppe (Maria und Josef mit Jesus im Arm), am Grund des Sees, östlich der Stadt, nur über ein Boot erreichbar

## Persönlichkeiten
Giulia Farnese, Schwester von Paul III. und eine der Mätressen des Papstes Alexander VI. verbrachte ihre Jugend in der „Rocca Farnese“ von Capodimonte.

### Söhne und Töchter
- Margherita Aldobrandini (1588–1646), Adlige, durch Heirat Herzogin von Parma und Piacenza
- Tommaso Cascianelli (* 1948), Ordensgeistlicher, römisch-katholischer Bischof in Brasilien
- Vincenzo Macchi (1770–1860), Diplomat und Kurienkardinal

## Literatur

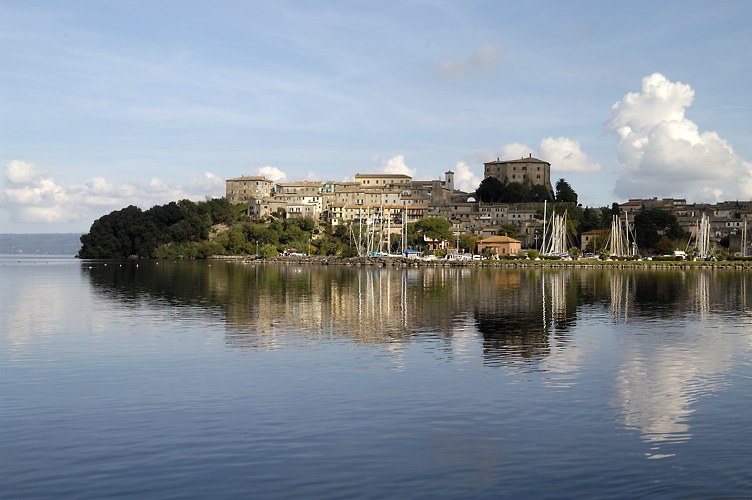
Blick auf die Stadt
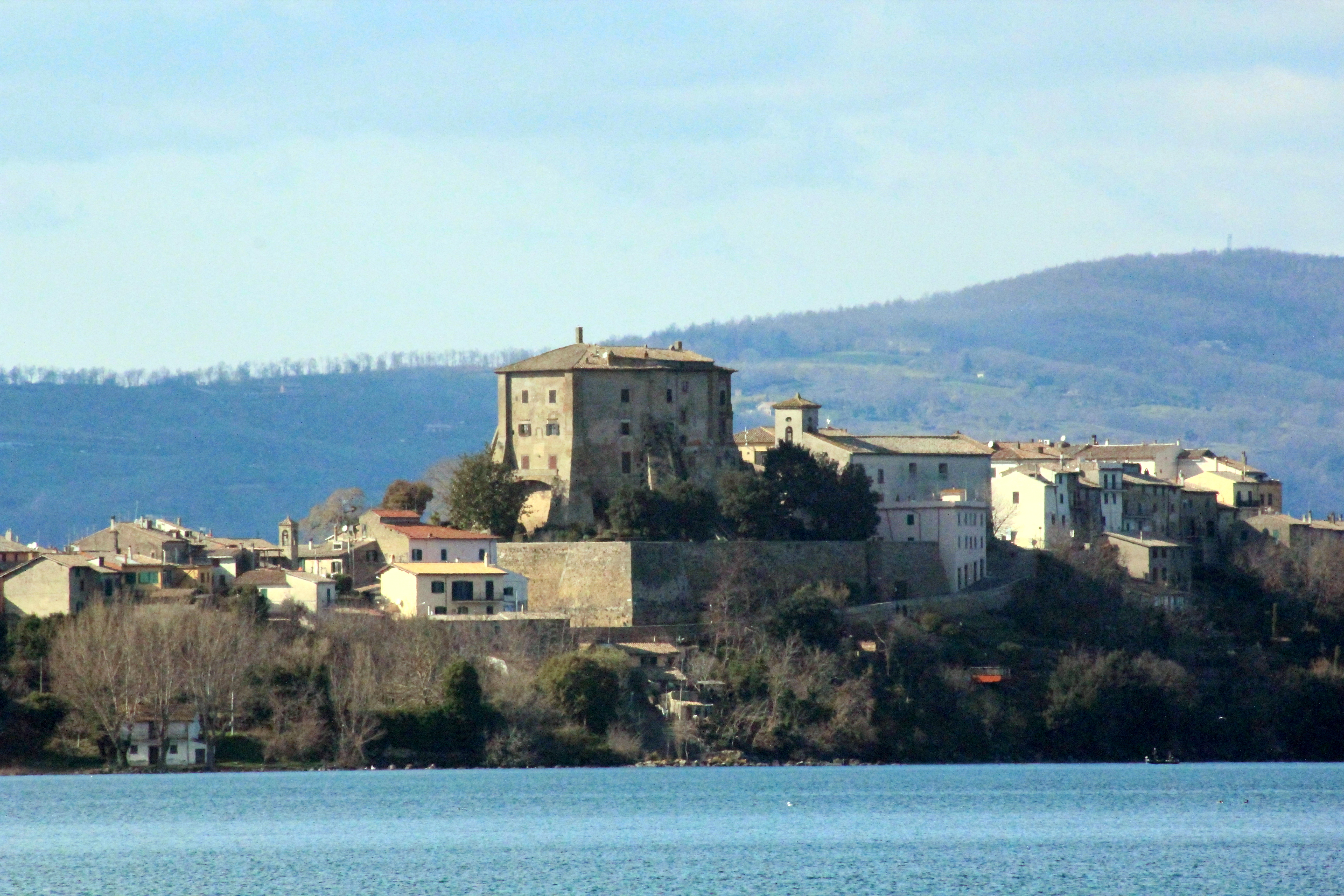
Die Burg
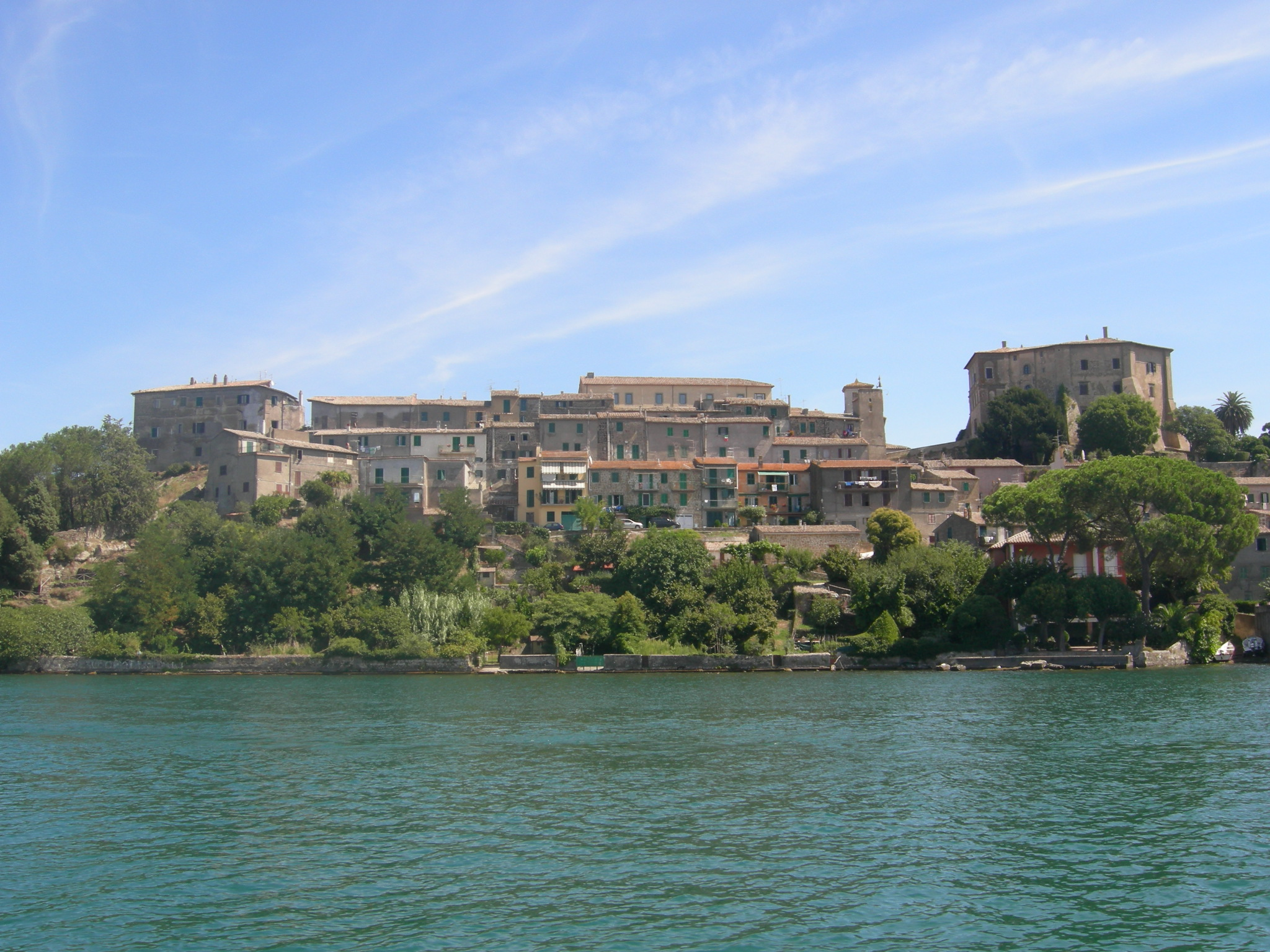
Capodimonte

## Capodimonte im Film
- In Capodimonte wurden Szenen aus dem US-Spielfilm Geliebter Giorgio mit Luciano Pavarotti gedreht.
- Der Dokumentarfilm „Die Geliebte des Papstes“ aus dem Jahr 2005 (Regie Jan Peter, Yury Winterberg) beschreibt das Leben von Giulia Farnese.